# Perissodáctilos
Os perissodáctilos (do latim científico Perissodactyla) constituem uma ordem de mamíferos terrestres ungulados com um número ímpar de dedos nas patas, que inclui os cavalos, os tapires e os rinocerontes. O dedo médio é sempre maior que os outros e por ele passa o eixo do pé.
Algumas espécies têm cornos, mas nesta ordem de origem dérmica, sem um núcleo ósseo, ao contrário dos artiodátilos, colocados sobre os ossos nasal ou frontal, em posição média. A parte anterior do crânio dos perissodátilos é alongada e possui uma série completa de grandes dentes (geralmente um total de 44), dos quais os molares e prémolares são hipsodontes nas espécies que pastam, como os cavalos, e braquidontes nas espécies que têm uma alimentação mais variada, como os tapires.
Os perissodátilos têm um estômago simples, ao contrário dos artiodátilos, que o têm dividido em várias câmaras, e o seu ceco é grande e com divertículos, onde se dá uma parte da digestão bacteriana da celulose.

## Taxonomia da ordemPerissodactylaOwen, 1848

### Segundo Hooker & Dashzeveg, 2004
- Subordem Titanotheriomorpha Hooker, 1989
- Subordem Lophodontomorpha  Hooker & Dashzeveg, 2004
  - Infraordem Ancylopoda Cope, 1889
    -       -         - Família Isectolophidae Peterson, 1919

    - Superfamília Chalicotherioidea Gill, 1872
      -         - Família Lophiodontidae Gill, 1872
        - Família Chalicotheriidae Gill, 1872

  - Infraordem Euperissodactyla Hooker & Dashzeveg, 2004
    - Parvordem Ceratomorpha Wood, 1937
      - Superfamília Pachynolophoidea
        - Família Pachynolophidae Pavlow, 1888

      - Superfamília Tapiroidea
        - Família Tapiridae - antas ou tapires.

      - Superfamília Rhinocerotoidea
        - Família Rhodopagidae +
        - Família Hyracodontidae +
        - Família Amynodontidae +
        - Família Rhinocerotidae- rinocerontes.

    - Parvordem Hippomorpha Wood, 1937
      - Família Equidae Gray, 1821 - cavalos, zebras e asnos.

### Segundo Prothero & Schoch, 1989 (adaptado)
- Subordem Hippomorpha Wood, 1937
  -     -       -         - Superfamília Pachynolophoidea Pavlow, 1888
          - Família Pachynolophidae Pavlow, 1888

        - Superfamília Equoidea Gray, 1821
          - Família Equidae Gray, 1821 - cavalos
          - Família Palaeotheriidae Bonaparte, 1850

  - Hippomorpha incertae sedis: Indolophidae Schoch, 1984
- Subordem Moropomorpha Prothero & Schoch, 1989
  - Infraordem Isectolophomorpha Prothero & Schoch, 1989
    -       -         -           - Família Isectolophidae Peterson, 1919

  - Infraordem Rhinotapiromorpha Prothero & Schoch, 1989
    - Parvordem Ancylopoda Cope, 1889
      -         - Superfamília Lophiodontoidea Gill, 1872
          - Família Lophiodontidae Gill, 1872

        - Superfamília Chalicotherioidea Gill, 1872
          - Família Chalicotheriidae Gill, 1872

    - Parvordem Ceratomorpha Wood, 1937
      -         - Magnafamília Deperetellidea Radinsky, 1965
          - Família Deperetellidae Radinsky, 1965
          - Família Rhodopagidae Reshetov, 1975

        - Magnafamília Lophialetidea Matthew & Granger, 1925
          - Família Eoletidae Schoch, 1989
          - Família Lophialetidae Matthew & Granger, 1925

        - Magnafamília Tapiridea Burnett, 1830
          - Família Heptodontidae

        - Superfamília Tapiroidea Burnett, 1930
          - Família Helaletidae
          - Família Tapiridae Burnett, 1930

        - Superfamília Rhinocerotoidea Owen, 1845
          - Família Hyrachyidae
          - Família Amynodontidae Scott & Osborn, 1883
          - Família Hyracodontidae Cope, 1879
          - Família Rhinocerotidae Owen, 1945
- Subordem Titanotheriomorpha Hooker, 1989
  -     -       -         -           - Família Lambdotheriidae Cope, 1889
          - Família Brontotheriidae Marsh, 1873